# 蔣貴
蔣 貴（しょう き、1380年 - 1449年）は、明代の軍人。字は大富。本貫は揚州江都県。

## 生涯
蔣従龍の子として生まれた。1399年（建文元年）、靖難の変が起こると、蔣貴は燕山衛卒として燕王朱棣の起兵に従った。体格雄偉で膂力が強く、騎射を得意とし、功を重ねて昌国衛指揮同知に進んだ。永楽年間、ベトナムへの遠征や漠北遠征に従軍し、都指揮僉事に進み、彭城衛事を管掌した。
1427年（宣徳2年）、四川の松潘のチベット系諸族が反乱を起こすと、蔣貴は右参将となり、総兵官陳懐に従ってこれを討った。道案内を募り、険阻な道を進軍して、諸族の根拠地に迫った。一日十数戦して、反乱軍を撃破した。都指揮同知に進み、密雲に駐屯して守備した。1432年（宣徳7年）、再び参将となり、陳懐が松潘に駐屯するのを補佐した。1433年（宣徳8年）、蔣貴は都督僉事に進み、副総兵となり、方政と協力して松潘に駐屯した。1434年（宣徳9年）、松潘の諸族が再び反乱を起こすと、方政らは道を分けて進軍し、反乱軍を攻撃した。蔣貴は4000の兵を率いて、任昌の大寨を攻め破った。都指揮の趙得・宮聚の兵と合流し、龍渓など37寨を平定し、1700人を斬首した。勝報が奏聞されると、蔣貴は都督同知に進み、総兵官となり、平蛮将軍の印を受け、方政に代わって松潘に駐屯した。
1435年（宣徳10年）、英宗が即位すると、蔣貴は軍士の1月あたりの食糧割り当てを増やすよう上奏した。1436年（正統元年）、北京に召還され、右都督となった。北元のアダイ・ハーンが甘州・涼州に進攻してくると、蔣貴は平虜将軍の印を受け、軍を率いてこれを討った。モンゴル軍が荘浪を侵犯し、都指揮の江源が戦死し、兵士140人あまりを失った。侍郎の徐晞が蔣貴を弾劾したが、朝廷はちょうど蔣貴に甘州の軍を人選させようとしていたので、弾劾に同調する者が現れなかった。荘浪は徐晞の管轄するところとされ、徐晞は罪を転嫁しようとしていると責められ、蔣貴は不問に付された。
1437年（正統2年）春、モンゴル軍が賀蘭山の北方に駐屯していると諜者が知らせてきた。英宗は大同総兵官の方政や都指揮の楊洪に大同迤西に進出させ、蔣貴と都督の趙安には涼州塞を出て掃討するよう命じた。蔣貴が魚海子にいたると、都指揮の安敬が前途に水や草がないといって、引き返してきた。陝西に駐屯している都御史の陳鎰が尚書の王驥に出向させて辺境の軍務を監理させ、安敬を斬り、蔣貴を叱責して功を立てさせるよう上奏した。ときにドルジ・ベクが明に遣使して入貢したため、敵勢は弱体化した。蔣貴は軽装の騎兵を率いて狼山でモンゴル軍を破り、追撃して石城にいたった。ほどなくドルジ・ベクが兀魯の地でアダイ・ハーンを頼ったと聞くと、蔣貴は2500人を率いて先鋒となりモンゴル軍を襲撃することにした。副将の李安がこれをこれを止めようとしたため、蔣貴は剣を抜いて「あえて軍を阻む者には死を」といって李安を叱った。鎮夷に進出し、間道を疾馳して3日後の夜に敵の根拠地にいたった。アダイ・ハーンはちょうど馬を放牧しており、蔣貴がにわかに馬群に突入し、兵士に鞭で弓袋を打たせて馬を驚かせると、馬はみな逃げ散っていった。敵は馬を失い、弓を引いて徒歩で戦った。蔣貴は騎兵で敵を蹂躙し、指揮の毛哈阿が敵陣に突入して、モンゴル軍を破った。さらに軍を分けて両翼を形成し、別に100騎を派遣して高所に偽の兵営を仕立て、80里にわたって転戦した。任礼がモンゴル軍を黒泉まで追撃し、アダイ・ハーンはドルジ・ベクとともに数騎で遠方に落ち延び、明の西北辺からモンゴル勢力が駆逐された。1438年（正統3年）4月、王驥が勝報を奏聞すると、論功により蔣貴は定西伯に封じられ、世券を受けた。1439年（正統4年）、任礼に代わって甘粛に駐屯した。
1440年（正統5年）冬、蔣貴は麓川の思任発の反乱を討つため、北京に召還された。1441年（正統6年）、平蛮将軍の印を受け、総兵官となり、王驥とともに軍を率いて金歯にいたった。分進して麓川の上江寨を突き、杉木籠山の7寨と馬鞍山の象兵の陣を破り、蔣貴の功績はいずれも第一であった。1442年（正統7年）、凱旋すると、定西侯に爵位を進められた。1443年（正統8年）夏、再び平蛮将軍の印を受け、王驥とともに思任発の子の思機発を討ち、その寨を攻め破った。この戦いで蔣貴は子の蔣雄を失った。
1449年（正統14年）1月21日、蔣貴は突然の風疾のため死去した。享年は70。涇国公の位を追贈された。諡は武勇といった。
子の蔣義が病のため後を嗣ぐことができず、蔣義の子の蔣琬が定西侯の爵位を嗣いだ。